# 魯特拜
魯特拜是伊拉克的城鎮，位於該國西部，由安巴爾省負責管轄，距離拉馬迪約300公里，每年平均降雨量114毫米，2012年人口27,879。1991年波斯灣戰爭期間，該鎮是飛毛腿飛彈發射地點。

## 外部連結
- Iraq Image - Ar Rutba Satellite Observation （页面存档备份，存于）
- Aerial Photo of Ar Rutba （页面存档备份，存于） from GlobalSecurity.org （页面存档备份，存于）
- Town Information （页面存档备份，存于） from GlobalSecurity.org （页面存档备份，存于）